# Hr. Ms. Tjerk Hiddes (G16)
Lo Hr. Ms. Tjerk Hiddes (pennant number G16) fu un cacciatorpediniere della Koninklijke Marine olandese, entrato in servizio nel febbraio 1942 e appartenente alla classe N.
Costruito inizialmente per la Royal Navy britannica con il nome di HMS Nonpareil, l'unità fu ceduta alla marina olandese prima del varo servendo poi nel corso della seconda guerra mondiale prima contro i giapponesi nel teatro dell'Oceano Indiano e del Pacifico sud-occidentale e poi, in misura più ridotta, contro i tedeschi nel teatro europeo; rimasta in servizio nella marina olandese dopo la guerra, la nave prese parte alla guerra d'indipendenza indonesiana per poi essere ceduta alla marina della neo-indipendente Indonesia nel 1951 assumendo il nome di KRI Gadjah Mada. L'unità rimase in servizio con i nuovi proprietari fino al 1961, quando fu radiata e avviata alla demolizione.

## Storia
Ordinata il 15 aprile 1939 ai cantieri della William Denny and Brothers di Dumbarton, la nave fu impostata il 20 maggio 1940. L'unità doveva entrare in servizio con la Royal Navy sotto il nome di HMS Nonpareil ("senza pari" in lingua francese), ma il 18 marzo 1941 il governo britannico decise di cederla alla marina olandese unitamente alla gemella HMS Noble parimenti ancora in costruzione nello stesso cantiere, come compensazione per i cacciatorpediniere perduti dagli olandesi a seguito dell'invasione tedesca dei Paesi Bassi; l'unità fu quindi varata il 25 giugno 1941 con il nome di Hr. Ms. Tjerk Hiddes, in onore sia dell'omonimo ammiraglio olandese del XVII secolo che di un omonimo cacciatorpediniere della classe Gerard Callenburgh autoaffondato nel porto di Rotterdam nel maggio 1940 prima ancora del suo completamento per impedire che cadesse in mano ai tedeschi. La nave entrò quindi in servizio il 6 maggio 1942.
Dopo un periodo di prove in mare ed esercitazioni presso la base della Home Fleet di Scapa Flow, lo Hiddes fu assegnato alla 7th Destroyer Flotilla della Eastern Fleet britannica di stanza nell'oceano Indiano e il 16 luglio 1942 salpò dal Regno Unito come scorta del convoglio WS21P diretto in Egitto; dopo una parziale circumnavigazione del continente africano con soste nei porti di Freetown, Città del Capo e Durban, il cacciatorpediniere arrivò il 27 agosto nella base di Kilindini in Kenya da dove iniziò le sue attività nel bacino dell'oceano Indiano. Dopo alcune missioni di scorta ai convogli navali, il 9 settembre lo Hiddes lasciò Kilindini come scorta a un convoglio di navi da trasporto dirette a sbarcare truppe a Majunga, nell'ambito degli eventi della battaglia del Madagascar; conclusa questa operazione, in ottobre lo Hiddes fu trasferito in forza alla United States Seventh Fleet operante nell'oceano Pacifico, raggiungendo la base di Fremantle in Australia insieme al gemello Van Galen e all'incrociatore Hr. Ms. Tromp.
Impiegato come unità di scorta ai convogli sulla rotta Fremantle-Sydney, in dicembre l'unità partecipò a due missioni nelle acque di Timor per recuperate truppe e personale alleato in fuga dagli occupanti giapponesi; le attività di scorta proseguirono poi sia nelle acque australiane che in quelle dell'oceano Pacifico sud-occidentale con alcune soste in cantiere per lavori di manutenzione di routine. Nel gennaio 1944 l'unità fu ritrasferita alla Eastern Fleet britannica, raggiungendo Trincomalee insieme al Tromp e al Van Galen in febbraio; tra il 22 e il 24 febbraio lo Hiddes fu distaccato con l'incrociatore britannico HMS Gambia e il cacciatorpediniere HMS Rotherham per dare la caccia a un violatore di blocco tedesco segnalato nella zona a sud-ovest delle isole Cocos, ma rientrò a Tricomalee senza aver ottenuto risultati. Il 22 marzo lo Hiddes accompagnò un grosso scaglione della flotta britannica in una sortita nell'oceano Indiano, operazione volta a proteggere il trasferimento nel bacino della portaerei statunitense USS Saratoga, ma fu ritirato dall'azione il 25 marzo a causa di problemi all'apparato motore che richiesero un periodo di riparazioni a Tricomalee durato fino a maggio.
Impiegato di nuovo in missioni di scorta nell'oceano Indiano, nell'ottobre 1944 lo Hiddes fu richiamato nelle acque europee: assegnato alla 8th Destroyer Flotilla di base a Plymouth, l'unità partecipò quindi a missioni di scorta ai convogli nella zona del Mare Celtico prima di essere messo in cantiere per lavori di manutenzione e ammodernamento protrattisi dal maggio all'agosto 1945 nei cantieri di Dundee. Concluso il secondo conflitto mondiale, verso la fine del 1945 lo Hiddes fu inviato nelle acque delle Indie orientali olandesi durante il periodo della guerra d'indipendenza indonesiana, al termine della quale si decise di trasferire l'unità al neo indipendente Stato dell'Indonesia; il 1º marzo 1951 il cacciatorpediniere fu quindi radiato dalla marina olandese e trasferito alla Tentara Nasional Indonesia Angkatan Laut assumendo il nuovo none di KRI Gadjah Mada in onore dell'omonimo eroe nazionale indonesiano. La nave fu designata come nave ammiraglia della flotta indonesiana, ma servì principalmente come unità d'addestramento e nave scuola; radiata dal servizio attivo nel 1961, l'unità fu quindi avviata alla demolizione nei cantieri di Hendrik-Ido-Ambacht.